# Leta Hong Fincher
Pour les articles homonymes, voir Fincher.
Leta Hong Fincher est une journaliste, féministe et écrivaine américaine.

## Biographie
Fincher fréquente d’abord l’Université Harvard, où elle obtient un baccalauréat en 1990, puis l’Université Stanford, où elle obtient une maîtrise en études est-asiatiques. Elle est également diplômée de l’Université Tsing Hua; elle est la première étudiante américaine à y recevoir un doctorat en sociologie.
Fincher a écrit pour plusieurs publications portant sur le féminisme, particulièrement en Chine. Ses reportages sur les femmes et le féminisme en Chine lui valent le prix Sigma Delta Chi de la Society of Professional Journalists. Les parents de Fincher sont des universitaires d’origine chinoise et elle a passé une grande partie de son enfance à voyager en Chine ,,.
Elle a également travaillé à Radio Free Asia (1996 – 1997), à Asia Television (1997 – 1998), à CNBC Asia (1998 – 1999) et à Voice of America (2000 – 2003 et 2004 – 2009).

## Œuvres
- Leftover Women: The Resurgence of Gender Inequality in China, Zed Books, 2014. (ISBN 978-1780329222)
- Betraying Big Brother: The Feminist Awakening in China, Verso Books, 2018. (ISBN 978-1786633644)